# Campeonato Esloveno de Futebol de 1991-92
O Campeonato Esloveno de Futebol de 1991-92, oficialmente em Língua eslovena "1. Slovenska Nogometna Liga 91/92", (organizado pela Associação de Futebol da Eslovênia) foi a 1º edição do campeonato do futebol de Eslovênia independente da Iugoslávia. Anteriormente existia a Liga da República da Eslovênia, um campeonato estadual iugoslavo. Os clubes jogavam em turno e returno. O clube vencedor se classificava para a Liga dos Campeões da UEFA de 1992–93 e o vice-campeão classificava-se para a Copa da UEFA de 1992–93. Os últimos cinco posicionados eram rebaixados para o Campeonato Esloveno de Futebol de 1992-93 - Segunda Divisão 

## Participantes
| Equipe        | Cidade          | Região            | No ano anterior                                                     | Estádio                         | Capacidade | Títulos        | Participações |
| ------------- | --------------- | ----------------- | ------------------------------------------------------------------- | ------------------------------- | ---------- | -------------- | ------------- |
| Rudar         | Velenje         | Savinjska         | Campeão na Liga da República da Eslovênia 1991-92                   | Estádio Municipal Ob Jezeru     | 1.400      | 0 (não possui) | 1             |
| Slovan        | Liubliana       | Eslovénia Central | Vice-Campeão na Liga da República da Eslovênia 1991-92              | Parque Desportivo Kodeljevo     | 1.400      | 0 (não possui) | 1             |
| Svoboda       | Liubliana       | Eslovénia Central | Terceiro Lugar na Liga da República da Eslovênia 1991-92            | Parque Desportivo Svoboda       | 800        | 0 (não possui) | 1             |
| Ljubljana     | Liubliana       | Eslovénia Central | Quarto Lugar na Liga da República da Eslovênia 1991-92              | Parque Desportivo Ljubljana     | 2.300      | 0 (não possui) | 1             |
| Nafta         | Lendava         | Pomurska          | Quinto Lugar na Liga da República da Eslovênia 1991-92              | Parque Desportivo Lendava       | 2.000      | 0 (não possui) | 1             |
| Celje         | Celje           | Savinjska         | Sexto Lugar na Liga da República da Eslovênia 1991-92               | Estádio Skalna Klet             | 2.500      | 0 (não possui) | 1             |
| Domžale       | Domžale         | Eslovénia Central | Sétimo Lugar na Liga da República da Eslovênia 1991-92              | Parque Desportivo Domžale       | 3.212      | 0 (não possui) | 1             |
| Naklo         | Naklo           | Alta Carníola     | Oitavo Lugar na Liga da República da Eslovênia 1991-92              | Arena Zmagovalcev               | 1.000      | 0 (não possui) | 1             |
| Steklar       | Rogaška Slatina | Savinjska         | Nono Lugar na Liga da República da Eslovênia 1991-92                | Estádio Municipal de Rogaška    | 1.400      | 0 (não possui) | 1             |
| Gorica        | Nova Gorica     | Goriška           | Décimo Lugar na Liga da República da Eslovênia 1991-92              | Parque Desportivo Gorica        | 3.066      | 0 (não possui) | 1             |
| Mura          | Murska Sobota   | Pomurska          | Décimo Primeiro Lugar na Liga da República da Eslovênia 1991-92     | Estádio Municipal Fazanerija    | 3.782      | 0 (não possui) | 1             |
| Rudar         | Trbovlje        | Zasavska          | Décimo Segundo Lugar na Liga da República da Eslovênia 1991-92      | Estádio Rudar                   | 1.000      | 0 (não possui) | 1             |
| Jadran Dekani | Koper           | Litoral-Kras      | Décimo Terceiro Lugar na Liga da República da Eslovênia 1991-92     | Parque Desportivo Dekani        | 400        | 0 (não possui) | 1             |
| Jezero        | Medvode         | Eslovénia Central | Décimo Quarto Lugar na Liga da República da Eslovênia 1991-92       | Estádio Ob Sori                 | 1.000      | 0 (não possui) | 1             |
| Zagorje       | Zagorje ob Savi | Zasavska          | Campeão na Liga Zonal Oeste da República da Eslovênia 1991-92       | Estádio Municipal de Zagorje    | 1.080      | 0 (não possui) | 1             |
| Beltinci      | Beltinci        | Pomurska          | Campeão na Liga Zonal Leste da República da Eslovênia 1991-92       | Parque Desportivo Beltinci      | 1.346      | 0 (não possui) | 1             |
| Primorje      | Ajdovščina      | Goriška           | Vice-Campeão na Liga Zonal Leste da República da Eslovênia 1991-92  | Estádio Municipal de Ajdovščina | 1.630      | 0 (não possui) | 1             |
| Olimpija      | Liubliana       | Eslovénia Central | Décimo Quarto Lugar na Campeonato Iugoslavo de Futebol de 1991-92   | Estádio Bežigrad                | 8.200      | 0 (não possui) | 1             |
| Izola         | Izola           | Litoral-Kras      | Sétimo Lugar na Liga Inter-Repúblicas da Iugoslávia 1991-92         | Estádio Municipal de Izola      | 1.400      | 0 (não possui) | 1             |
| Maribor       | Maribor         | Podravska         | Oitavo Lugar na Liga Inter-Repúblicas da Iugoslávia 1991-92         | Estádio Ljudski vrt             | 12.435     | 0 (não possui) | 1             |
| Koper         | Koper           | Litoral-Kras      | Décimo Segundo Lugar na Liga Inter-Repúblicas da Iugoslávia 1991-92 | Estádio Bonifika                | 4.047      | 0 (não possui) | 1             |

## Campeão
| Campeão Esloveno 1991-92                 |
| ---------------------------------------- |
| Olimpija (Liubliana) (1º título) Campeão |